# Camellia crassicolumna
Camellia crassicolumna är en tvåhjärtbladig växtart som beskrevs av Hung T. Chang. Camellia crassicolumna ingår i släktet Camellia och familjen Theaceae. Utöver nominatformen finns också underarten C. c. multiplex.